# Škoda 26T
Škoda 26T (obchodní název ForCity Classic, původně označená 25T) je tramvaj vyráběná pro maďarské město Miskolc společností Škoda Transportation.

## Konstrukce
Konstrukčně vychází z typu 14T pro Prahu, od níž se mimo jiné odlišuje designem od mladoboleslavské konstrukční a designové kanceláře Aufeer Design. Jedná se o stoprocentně nízkopodlažní pětičlánkovou obousměrnou tramvaj se třemi dvounápravovými podvozky, z nichž dva krajní jsou hnací, jeden prostřední běžný. Dveře jsou umístěny v obou bočnicích vozidla, na jedné straně tramvaje se vždy nacházejí šestery dveře, z nichž krajní jsou jednokřídlé. Celková přepravní kapacita plně klimatizovaného vozu činí přes 300 cestujících, cena za jednu tramvaj je 55 milionů korun.
Koncepce tramvaje umožňuje variabilitu, takže je možné vyrobit různé vozy se třemi až sedmi články (v délkách 18–50 m), přičemž i samotné články mohou být několika délek. Na přání zákazníka je možné tříčlánkovou tramvaj vyrobit i se všemi (šesti) hnacími podvozky.
Z vozu 26T je odvozen typ Škoda 28T, který Škoda Transportation dodala do turecké Konyi, a model Škoda 30T pro Bratislavu.

## Dodávky tramvají
Vývoj typu 26T probíhal od podzimu 2010, v červenci 2012 byla zahájena výroba prvního prototypu, první dva vozy měly být do Miskolce definitivně dodány do února 2014, zbytek z celkem 31 objednaných tramvají 26T je měl následovat do února 2015.
První prototyp vozu s typovým označením Škoda 26THU3 byl dokončen v únoru 2013. Dne 12. května 2013 byl v ranních hodinách složen v plzeňské vozovně Slovany, odkud vyjížděl na zkušební jízdy bez cestujících po plzeňské síti s evidenčním číslem 118, které navázalo na řadu zkoušených vozů, jež však nebyly majetkem Plzeňských městských dopravních podniků. Testovací jízdy byly zakončeny 7. července, poté se vůz vrátil k výrobci, odkud byla po menších úpravách v srpnu převezena do Miskolce, kde obdržela číslo 600. Jako první byl ovšem 2. července 2013 do Maďarska dodán druhý prototyp (dokončený v červnu 2013), v Miskolci označený číslem 601. V průběhu podzimu následovaly v Miskolci zkoušky, vozy byly schváleny do provozu a 20. ledna 2014 byl vůz č. 600 poprvé vypraven do běžného provozu s cestujícími. Dodávky sériových vozů začaly v dubnu 2014 a skončily v prosinci 2014.

### Celkový přehled
V letech 2013 a 2014 bylo vyrobeno celkem 31 vozů.
| Současný stát | Město   | Článek | Roky dodávek | Počet vozů | Evidenční čísla při dodání | Poznámky | Zdroj  |
| ------------- | ------- | ------ | ------------ | ---------- | -------------------------- | -------- | ------ |
| Maďarsko      | Miskolc | článek | 2013         | 2          | 600, 601                   |          | [ 10 ] |
| Maďarsko      | Miskolc | článek | 2014         | 29         | 602–630                    |          | [ 10 ] |